# Elif Elmas
Elif Elmas - em macedônio, Елиф Елмас (Skopje, 24 de setembro de 1999), também grafado como Eljif Elmas, é um futebolista macedônio que atua como meio-campista. Atualmente, joga pelo RB Leipzig e pela seleção nacional.

## Carreira
Elmas estreou profissionalmente em 2015, com apenas 16 anos de idade, disputando 11 jogos e marcando um gol com a camisa do Rabotnički, pelo qual terminou como vice-campeão da Copa da Macedônia. Após mais uma temporada pela equipe de Skopje, foi contratado em 2017 pelo Fenerbahçe, que pagou 300 mil euros para contar com o meio-campista.
Nas 2 temporadas pelos Kanaryalar, disputou 47 partidas oficiais e fez 4 gols. Em julho de 2019, o Napoli anunciou a contratação de Elmas - o negócio foi avaliado em 16 milhões de euros, que poderia subir para 19 milhões com bônus (incluindo uma cláusula de 1,5 milhão) Seu primeiro gol pelo novo clube foi na vitória por 4 a 2 sobre a Sampdoria, em fevereiro de 2020, e fez parte do time campeão da Copa da Itália, participando de 5 jogos.

## Seleção da Macedônia do Norte
Em julho de 2017, foi noticiado que Fatih Terim pretendia convocar Elmas para a Turquia (ele é descendente de turcos), porém o meio-campista já havia decidido representar seu país de origem, pelo qual fez sua estreia um mês antes, com apenas 17 anos, contra a Espanha, pelas eliminatórias da Copa de 2018. Também atuou pelas seleções sub-17, sub-19 e sub-21.
Foi ainda responsável por 3 gols que entraram para a história da seleção da Macedônia do Norte: o primeiro, em março de 2021, foi o que deu a vitória por 2 a 1 sobre a Alemanha, e em novembro, balançou as redes da Islândia 2 vezes, garantindo a classificação da Macedõnia do Norte à repescagem europeia nas eliminatórias da Copa de 2022.
O meia disputou os 3 jogos da seleção na Eurocopa de 2020 (disputada entre junho e julho de 2021), a primeira competição da Macedônia do Norte como país independente, não evitando a eliminação na fase de grupos.

## Títulos
Napoli
- Copa da Itália: 2019–20
- Campeonato Italiano: 2022–23

### Individual
- Futebolista Macedônio do Ano: 2019